# 中華民國身心障礙聯盟
中華民國身心障礙聯盟，簡稱障盟，是中華民國（台灣）的一個身心障礙者權利團體。

## 簡介
1980年6月2日，總統令制定公布《殘障福利法》，卻因執法不彰導致形同虛設。
1986年，蔣經國政府宣佈解嚴，中華民國國民有集會結社自由、言論自由。身心障礙者作家劉俠開始串連國內身心障礙者，並主導身心障礙者的社會運動，呼籲政府重視身心障礙者的教育、工作、考試、無障礙等權益，以法律保障這些權益。
1987年12月27日，愛國獎券停售，造成許多身心障礙者生計困難，促使部份身心障礙者走上街頭表達抗議。1989年5月，劉俠號召全國七十三個身心障礙團體成立「促進殘障福利法修正行動委員會」，此為中華民國殘障聯盟之前身。1990年5月14日，「中華民國殘障團體聯盟籌備會」經中華民國內政部核准設立。1990年6月30日，「中華民國殘障聯盟」（The League of Welfare Organizations for the Disabled, R.O.C.）正式通過中華民國內政部人民團體登記，簡稱「殘盟」，以「爭取身心障礙人權、促進身心障礙福利」為宗旨。
中華民國殘障聯盟是全國性組織，並不對身心障礙者個案做直接服務，僅收團體會員。中華民國殘障聯盟透過政治協商、倡議、督促，使身心障礙者在法律、制度上獲得完善的權益保障，為全國性的倡議聯盟團體。隨著身心障礙者主體意識抬頭，中華民國殘障聯盟開始培育身心障礙者人才，以自我倡議為目標，開辦多項培力課程，促使身心障礙者能夠自我倡議。
2015年，中華民國殘障聯盟更名為「中華民國身心障礙聯盟」（The League for Persons with Disabilities, R.O.C.），簡稱「障盟」，總部地址改為臺北市中山區南京西路9號6樓。

## 工作項目
- 建立國內身心障礙團體之聯繫、合作關係及身心障礙服務資訊網絡。
- 督促民意代表及政府制訂或修正與身心障礙者有關之法令。
- 表達民間身心障礙團體對社會福利經費預算分配及使用之意見。
- 督促政府積極推動有關身心障礙者就學、就醫、就養、就業，無障礙環境及保護身心障礙者權益等措施。
- 建議政府依照需要培育推行身心障礙福利所需之專業人才。
- 舉辦身心障礙者及身心障礙工作者領導人才幹部訓練。
- 從事身心障礙者福利相關之研究發展。
- 其他表達身心障礙者意見及爭取身心障礙者人權等事項。

## 歷任理事長
- 第一屆：劉俠
- 第二屆：李宜宏、陳俊良
- 第三屆：鄭信真
- 第四屆：鄭信真
- 第五屆：蔡永和
- 第六屆：林石旺
- 第七屆：江俊明
- 第八屆：林進興
- 第九屆：王珊
- 第十屆：馬海霞
- 第十一屆：楊憲忠
- 第十二屆：呂鴻文
- 第十三屆：劉金鐘
- 第十四屆：牛暄文

## 倡議成果
1. 促成《殘障福利法》修定。
2. 爭取大學聯考取消身心障礙生報考限制。
3. 爭取政府重視身心障礙公民之投票權與取消身心障礙同胞參與立法委員選舉的學歷限制。
4. 要求政府落實無障礙環境。
5. 促成1996年首次舉辦公務人員特種考試殘障人員考試（1998年改為公務人員特種考試身心障礙人員考試）。
6. 促成《身心障礙者保護法》訂定。
7. 促成《國民年金法》訂定。
8. 促成《身心障礙者權益保障法》訂定。
9. 促成《身心障礙者權利公約施行法》訂定，將《身心障礙者權利公約》國內法化。